# Língua kurru
Kurru, Kurru basha, Kulavatha ou Yerukula é uma língua Dravídica falada por cerca 63.133 (Censo 1991) de tribos da etnia Yerukula (Andra Pradexe, Tâmil Nadu, Carnataca).
É da sub-família Dravídica Suk, sendo aproximada das línguas Ravula e Irula, entre as quais há um proximidade léxica de 53% a 81%. A proximidade do léxico Kurru com Irala é de 28% a 45%, com Ravula de 33% a 38%; com Tâmil de 27% a 45%.(Dados Setembro 20008).
Há um único livre escrito e publicado em Yerukala, "Yerukula Dialect" - G. Srinivasa Varma, Dept. of Linguistics, Annamalai University, 1978.
Alguns termos de relações familiares em Kurru:
| Português       | Kurru | Português        | Kurru      | Português        | Kurru     |
| --------------- | ----- | ---------------- | ---------- | ---------------- | --------- |
| Pai             | Aava  | Pai do pai       | Jejaava    | Pai da mãe       | Jeji      |
| Mãe             | Amma  | Mãe do pai       | Tata       | Mãe da mãe       | Ammamma   |
| Filho           | Momu  | Irmão mais velho | Berannu    | Irmão mais jovem | Thenbhi   |
| Filha           | Maga  | Filha mais velha | Berukka    | Filha mais jovem | Thangisee |
| Neta            | Pethi | Neto             | Pyathu     | Mãe do pai       | Atta      |
| Cunhada + velha | Nanga | Cunhada + jovem  | Merchenchi | Tio              | Mama      |

## Escrita
O índice de alfabetização entre os Kurru-Yerukala é baixo. Uma escrita própria para a língua foi desenvolvida pela professora S. Prasanna Sree da Universidade de Andhra, Visakhapatnam, Andhra Pradesh. Prasanna Sree desenvolveu escritas com base em escritas indianas já existentes para certos sons comuns a outras línguas locais, porém com diferentes conjuntos de caracteres para cada uma das línguas relacionadas, tais como o bagatha, o jatapu, o kolam, o konda-dora, o porja, o koya, ogadaba, o kupia e outras.
- Possui 13 sons vogais com símbolos para vogais que, conforme a simbologia, podem ser isoladas (no início da sílaba) ou conjuntas: a aa e ee u uu ae aaae i o oo ou aum auh
- e 21 sons consonantais, que podem ser curtos ou longos (símbolos diferenciados): ka gha gna cha já ta da tha dha na pa bha ma ya ra la va as ha